# VBS1
Virtual Battlespace (VBS1TM) je interaktivní třírozměrný tréninkový systém pro výuku taktiky pro malé skupiny jednotek. Vyznačuje se fotorealistickým terénem, uživatelsky definovatelnými misemi, volitelnými vozidly a výstrojí a volitelným řízením prostředí pro rozšiřování zkušeností členů týmu. Po dokončení akce je možné analyzovat pohyby veškerých jednotek a vyhodnotit tak jejich chování a případné chyby, z nichž se mohou do budoucna poučit.
VBS1TM nabízí realistickou simulaci bojiště s možností pracovat s pozemní, námořní a leteckou technikou. Instruktor může vytvořit nový scénář a řídit prostředí simulace z vícenásobných pohledů (v oknech). Velící systém skupiny umožňuje předávat členům skupiny povely pro koordinaci smrtících a nesmrtících úkolů. Prostředí VBS1TM zahrnuje simulaci větru, deště, mlhy, mraků, svítání nebo západu slunce a příliv nebo odliv.
VBS1TM je založeno na komerční hře Operace Flashpoint vytvořené českou společností Bohemia Interactive Studio a vyvinuto je její australskou pobočkou Bohemia Interactive Australia. Je určeno pro federální, státní a místní vládní agentury a jeho cílem je sloužit individuálním požadavkům pro tréninková prostředí armády, domobrany a dalších jednotek. VBS1TM je nasazeno v prostředí místní sítě LAN nebo po internetu na přenosných nebo stolních počítačích. K jeho spuštění je nutná přítomnost speciálního USB klíče (tzv. dongle).
VBS1TM je používáno pro výuku doktríny, taktiku, techniku a procedury pro skupiny a čety pro útočné, obranné a hlídkové operace. VBS1 dodává umělé prostředí pro získání praktických zkušeností s vedením a organizováním s cílem dosáhnout úspěšných misí pro skupiny a jednotky.
Virtual Battlespace 2 (VBS2TM) je nástupcem VBS1.
Vedoucí Bohemia Interactive Australia David Lagettie (Seventh) o něm řekl následující:
| „ | Zásadní rozdíl mezi VBS2 a podobnými COTS (Commercial Off-The-Shelf: Volně prodejný software) je v tom, že my umožníme zákazníkům dostupnost velmi věrných a rozlehlých geologických map založených na datech, které budou požadovat, bez potřeby zprostředkování skrz nějakou další společnost a také bez placení dalšího balíku peněz. | “ |

## Uživatelé VBS1
- 1st Marine Expeditionary Force
- Australian Defence Force
- College of the Canyons
- Israeli Defence Forces
- Joint Simulation Systems
- Land Force Quebec Area
- New Zealand Defence Force
- United States Army National Guard
- United States Coast Guard
- United States Marine Corps , School of Infantry
- United States Naval Academy
- United States Secret Service
- USMC, Deployable Virtual Training Environment (DVTE)
- USMC, Training and Education Command (TECOM)
- West Point